# Пыжово (Печорский район)
Пыжово — деревня в Печорском районе Псковской области России. Входит в состав сельского поселения «Изборская волость».
Расположена в 25 км к юго-востоку от города Печоры и в 2 км к югу от Изборска.

## Население
Численность населения деревни на 2000 год составляет 70 человек, на 2011 год — 63 человек.
| 2001 | 2002 | 2010 |
| ---- | ---- | ---- |
| 70   | ↘53  | ↗55  |